# دانشگاه بیکر
دانشگاه بیکر یک دانشگاه خصوصی در بلدوین سیتی، کانزاس است. این دانشگاه در سال ۱۸۵۸ تأسیس شد و اولین دانشگاه چهار ساله در کانزاس بود که به کلیسای متحد متدیست وابسته است.
دانشگاه بیکر در سال ۱۸۵۸ تأسیس شد و به نام عثمان کلیندر بیکر، محقق و اسقف کتاب مقدس اسقفی متدیست نامگذاری شد. این مدرسه (که قدیمی‌ترین مؤسسه آموزش عالی دائماً فعال در ایالت است) اولین دانشگاه چهار ساله در کانزاس بود و کمک‌های مالی و کمک‌های مالی محلی از شرق جمع‌آوری شد. اولین رئیس دانشگاه بیکر، ورتر آر. دیویس، از ۱۸۵۸ تا ۱۸۶۲ خدمت کرد. ساختمان اصلی پردیس که اکنون به عنوان موزه قلعه قدیمی شناخته می‌شود، موزه ای از دانشگاه و شهر بالدوین را در خود جای داده‌است.